# سعد حسين رضوي
سعد حسين رضوي هو أمير حركة لبيك باكستان وهو حزب سياسي إسلامي باكستاني. وهو نجل مؤسس حركة لبيك خادم حسین رضوي.

## الحياة السياسية
انضم سعد حسين رضوي إلى حركة لبيك في 2015. شغل منصب نائب الأمين العام للحزب في نوفمبر 2020. وبعد وفاة والده خادم حسين رضوي أصبح سعد ثاني أمير لحركة لبيك.

### احتجاجات 2021
في 12 أبريل 2021 اعتقلت الحكومة الباكستانية رضوي في لاهور واتهمت بموجب قانون مكافحة الإرهاب الباكستاني لعام 1997، مما زاد من غضب المتظاهرين، وتسبب في اضطرابات واسعة النطاق.
قال عتيق أحمد مسؤول العلاقات العامة في سجون البنجاب وزعيم الحزب فيزان أحمد في 20 أبريل إنه تم الإفراج عن سعد رضوي. ومع ذلك قال مدير سجن لاهور أسد واريش إنه لا يعلم بأي من هذا الإفراج ولم يتلقوا أي أمر بالإفراج عنه. وأكد وزير الداخلية شيخ رشيد أحمد لاحقًا أن رضوي لم يُطلق سراحه.
رفض مجلس مراجعة في محكمة لاهور العليا تمديد احتجاز سعد في 8 يوليو، مشيرًا إلى أن الحكومة ليس لديها دليل على إبقائه رهن الاحتجاز. ومع ذلك قامت الحكومة بتمديد اعتقاله فيما بعد لمدة 90 يومًا بموجب قانون مكافحة الإرهاب لعام 1997. قدم أحد أقارب رضوي التماسًا أمام محكمة لاهور العليا في سبتمبر 2021 يطالب المحكمة بإعلان تمديد الحكومة لاحتجازه بشكل غير قانوني وتأمر بالإفراج عنه.
في 22 أكتوبر 2021 قامت احتجاجات حركة لبيك باكستان التي تطالب بالإفراج عن زعيمها سعد رضوي.